# Лячерка
Лячерка (Лячерха, Ляча) — проточное озеро в левобережной пойме Мокши. Акватория озера почти полностью находится на территории сельского поселения Большеколоярский сельсовет Наровчатского района, кроме её южной оконечности, относящейся к сельскому поселению Усть-Каремшинский сельсовет Нижнеломовского района. Крупнейшее озеро Пензенской области.
Озеро имеет извилистую форму, вытянутую в меридиональном направлении. Располагается на высоте 136 м над уровнем моря. Площадь — 105,6 га. Средняя глубина — 1,3 м, максимальная — 2,5 м. Объём — 1,398 млн м³. В северную оконечность озера с северо-западной стороны впадает река Вяшка. Ляча, впадая с западной стороны, протекает через южную оконечность озера и сливается с Мокшей. Вдоль западного берега озера располагаются следующие населённые пункты: село Ляча, село Большой Колояр, деревня Малое Кирдяшево, а также северная оконечность села Усть-Каремша.
Название озера происходит от мордовского «лача» — клин, угол и «эрьке» — озеро.